# Фрязино (станція)
Фрязино — тупикова залізнична станція лінії  Болшево — Фрязино Ярославського напрямку Московської залізниці. Розташована у однойменному місті Московської області. За основним характером роботи є проміжною, за обсягом роботи віднесена до 3 класу. Входить до Московсько-Курського центру організації роботи залізничних станцій ДЦС-1 Московської дирекції управління рухом.
Станція відкрита для вантажної роботи за параграфом 3 (прийом та видача вантажів вагонними і дрібними відправленнями, що завантажуються цілими вагонами, тільки на під'їзних коліях і місцях незагального користування).
На станції знаходяться дві пасажирські платформи (зупинних пункти) в 1-2 хвилинах проїзду:
- Фрязино-Пасажирська у північно-східній частині станції, тупикова острівна платформа, кінцевий зупинний пункт електропоїздів від Москва-Пасажирська-Ярославська.
- Фрязино-Товарна у південній частині станції, берегова платформа біля східної колії, проміжний зупинний пункт.